# Jacques L’Hermite

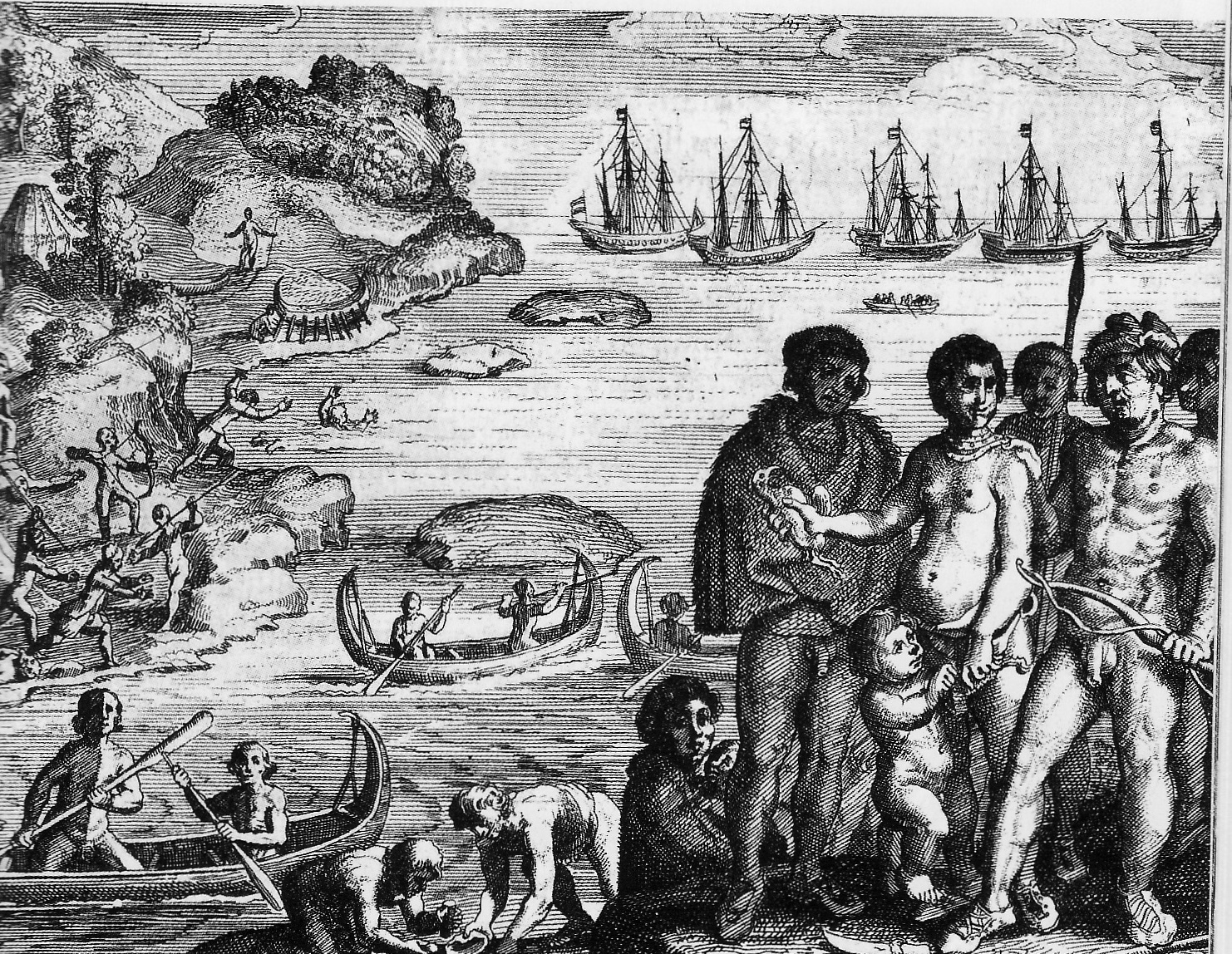
Jacques L’Hermite auf Tierra del Fuego

Jacques L’Hermite (* 1582 in Antwerpen; † 2. Juni 1624 in Callao de Lima) war ein niederländischer Admiral. Er ist Namensgeber der Hermite-Inseln nahe Kap Hoorn.

## Leben
L’Hermite wurde um das Jahr 1582 in Antwerpen in der Grafschaft Flandern (heute Belgien) geboren. Nach dem Fall Antwerpens im Jahr 1585 im Krieg mit Spanien zog die Familie nach Amsterdam und ließ sich später in Rotterdam nieder. Er verließ die Niederlande 1606 und arbeitete die nächsten sechs Jahre in Niederländisch-Ostindien als Kaufmann der Niederländischen Ostindien-Kompanie (VOC) in Bantam. Nach sechs Jahren im Ausland kehrte er nach Amsterdam zurück. Dort heiratete er im März 1613 Theodora van Wely.
Über die Jahrhunderte hinweg ist er jedoch vor allem als Admiral der Nassauischen Flotte (niederländisch Nassausche vloot), die 1623 bis 1626 die Welt umrundete (Weltumrundung), bekannt geblieben und hat mit der Namensgebung für Isla Hermite (55°50,5' S, 67°40' W) nahe Kap Hoorn seine „Verewigung“ gefunden.
Die Nassauische Flotte wurde von den Generalstaaten und Prinz Moritz von Nassau als Expedition gegen die Spanier in Peru ausgesandt. Sie lief mit 11 Schiffen (Oranje, Haas, (Wapen van) Amsterdam, Arend, Koning David, Delft, Eendracht, Griffioen, Windhond, Hollandia sowie Hoop en Mauritius) und 1637 Mann Besatzung am 29. April 1623 vom Hafen Amsterdams aus. Das Flaggschiff des Admirals L’Hermite war die Amsterdam. Am 16. Februar 1624 sichtete die Flotte Kap Hoorn in Nordnordost. Nach zweimaligem Kreuzen und keinem wesentlichen Vordringen nach Westen liefen sie in die später so genannte Nassau-Bucht (Bahía Nassau) ein. Damit entdeckte L’Hermite im Rücken Kap Hoorns die nördliche Passage zwischen Atlantik und Pazifik. Von dieser Entdeckung zeugen in der Region noch eine Reihe geographischer Namen. Neben den schon genannten Bahía Nassau und Isla Hermite, sind das die Bahía Schapenham (nach dem Vizeadmiral, 55°34' S, 68°1' W), die Bahía Windhond (nach einem Schiff der Flotte, 55°14' S, 67°32' W) und die Bahía Orange (nach einem weiteren Schiff der Flotte, 55°31' S, 68°4' W).
Neben den geographischen Entdeckungen machte die erste Begegnung zwischen Europäern und den Yámana- (bzw. Yaghan-) Indianern diese Reise bedeutsam. Allerdings verlief die Begegnung äußerst blutig, 17 Mann der Arend wurden von den Indianern getötet oder gefangen genommen.

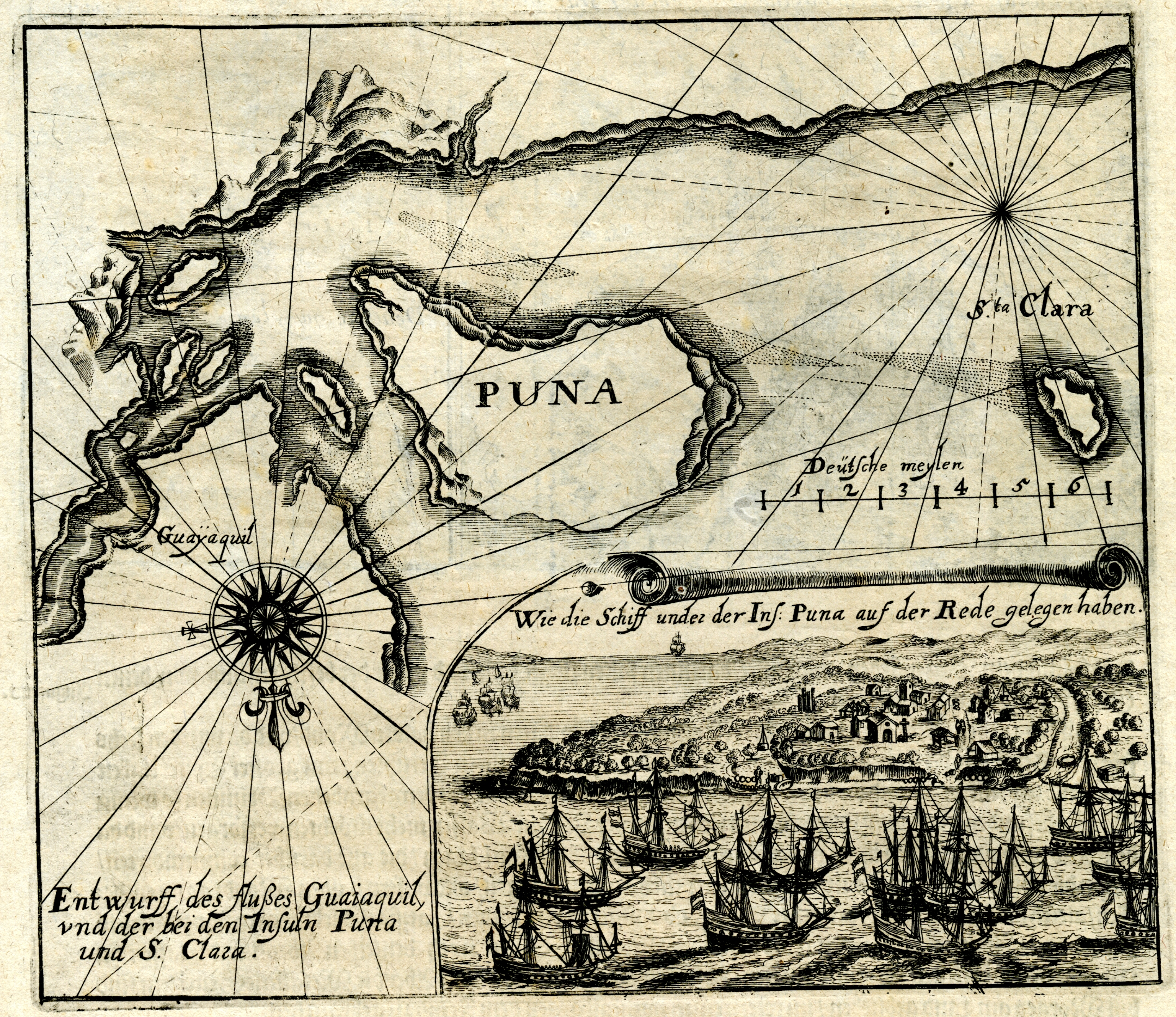
Belagerung Insel Puná angeführt von Jacques L’Hermite, nach einem Stich von 1630

Nach der Umrundung der Südspitze Amerikas attackierte die Flotte Callao (nahe Lima, Peru), Guayaquil und Pisco. Vor Callao starb L’Hermite, der schon seit acht Monaten ein kranker Mann war, am 2. Juni 1624 an Skorbut. Er wurde auf der Isla San Lorenzo, unmittelbar vor Callao, begraben. John Hugo Schapenham setzte die Weltumrundung fort und zwei Schiffe der Expedition, die Eendracht und die Wapen van Hoorn, erreichten die Niederlande 1626, während die übrigen Schiffe als Verstärkung der VOC in Jakarta verblieben.